# Uspenka (Astrachaňská oblast)
Uspenka je sídlo vesnického typu (selo) v Achtubinském rajónu Astrachaňské oblasti Ruska. Je sídlem stejnojmenného vesnického okresu.
Nachází se na levém břehu řeky Volhy, jižně od centra rajónu.